# Temps partagé
Pour les articles homonymes, voir Travail à temps partagé et Location en temps partagé.
Le temps partagé ou pseudo-parallélisme, est une approche permettant de simuler le partage par plusieurs utilisateurs de temps processeur d'un ordinateur.

## Description
Les ordinateurs étant coûteux, voire en pénurie de composants, on chercha à les partager, pendant les quelques centaines de milliers de cycles, en attente des entrées de l'utilisateur (lecture ou écriture sur disque, etc), ces « temps morts » permettant de servir d'autres utilisateurs, plutôt que les faire attendre leur tour du traitement par lots jusque-là général.
Temps partagé diffère de multitâche : un système peut être multitâche sans être à temps partagé, par exemple s'il dispose de pilotes effectuant des tâches de fond asynchrones. Il a également existé quelques systèmes de temps partagé non multitâches : le processeur divisait simplement son temps en tranches fixes.

## Histoire

### Premiers écrits, premières expérimentations
Le concept a pour la première fois été décrit par Bob Bemer en 1957, dans un article de la revue Automatic Control Magazine. Christopher Strachey est parfois crédité de l'invention du temps partagé, mais ce qu'il décrit est plus proche du multitâche, terme qui évoque plus largement le déroulement simultané de processus multiples alors que Temps partagé se réfère à l'utilisation d'un ordinateur par plusieurs utilisateurs.
Le projet MAC (Multi Access Computer), dirigé par John McCarthy au MIT, fut ensuite sa première implémentation, avec la démonstration du système Compatible Time Sharing System (CTSS) en novembre 1961, qui inspirera le système d'exploitation de Multics et du Sigma 7. Plusieurs de ces principes furent utilisés par Ken Thompson pour créer la première version qu'il appela UNIX, à la suite d'une proposition de Brian Kernighan.

### Pénurie de composants puis processus rarement en pause
D'autres grands laboratoires, sur de grosses machines coûteuses, testent à leur tour des systèmes pionniers: l'Atlas Supervisor testé en 1962 par l'Université de Manchester, puis le Dartmouth Time-Sharing System du Dartmouth College testé entre 1963 et 1964 par John G. Kemeny et Thomas E. Kurtz.
Il a fallu rapidement prévoir le cas de processus multiples se mettant rarement en pause (gros codes de calcul, par exemple) avec un moyen d'en interrompre un, de temps en temps, pour donner la main à un autre.
Puis en 1965, grâce aux progrès apportés par le recours au silicium dans l'émergence des circuits intégrés, le concept de rapidité de la machine devient important, sa dimension plus modeste permettant par ailleurs d'en utiliser plus, à différents endroits et vers 1966-1967 à l'Université de Berkeley l'idée l'idée du temps partagé à distanc, voire en petit réseau, émerge.

### Amélioration au Massachusetts Institute of Technology
Le système Compatible Time Sharing System (CTSS) expérimenté en novembre 1961, au Massachusetts Institute of Technology avec un financement de la DARPA américaine, va inclure en 1963 ou 1964 des éléments permettant de faciliter l'usage de l'ordinateur, allant dans le sens de l'interpréteur de commandes. Fernando J. Corbató, professeur au MIT et responsable du projet, rencontre dans une conférence d'août 1962 à Munich le français Louis Pouzin, programmeur chez Bull et l'invite au MIT, où de janvier 1963 à juin 1965, il est l'un des six programmeurs du Compatible Time Sharing System (CTSS)  et conçoit une bibliothèque d'utilitaires, et différents éléments du programme puis écrit un programme appelé RUNCOM qui permet l'exécution de commandes contenues dans un fichier, et que l'on peut considérer comme l'ancêtre de l'interpréteur de commandes et des shell scripts.

### Le Berkeley Timesharing System d'avril 1965
Le projet "Genie" fut mené à Berkeley sur un ordinateur SDS 930 de 1963 à 1967. par une équipe dont plusieurs membres (Butler Lampson et Chuck Thacker) rejoignirent le centre Xerox PARC créé en 1970, où ils contribuèrent à la naissance de l’ordinateur personnel moderne. La presse informatique révèle en avril 1965 une expérimentation financée par la Darpa américaine, à l’Université de Berkeley: du temps partagé, mais pour la recherche en ligne, avec un nouveau système d’exploitation, basé sur un langage Fortran refondu, et sur un des ordinateurs plus petits et moins chers, que Scientific Data Systems, qui a commercialisé le premier ordinateur à circuits intégrés, vend à la NASA et au français EDF, lui procurant un carnet de commandes de 30 millions de dollars. Il s'agit de réunir un SDS 930, un PDP-5 de Digital Equipment Corporation et six consoles Teletype en vue d'un  noyau à 32 Ko modifié. Dans la foulée, SDS résenter mi-mars 1966 le projet d'ordinateur Sigma 7, plus puissant et conçu pour les environnements "multi-usage" et temps réel et voulant diviser par trois le prix de la puissance de calcul.

### Fondation de Tymshare et Comshare
Comshare a été fondée en février 1966 par six employés du centre informatique de l'Université du Michigan, qui ont d'abord choisi le nom de "Corn-Share", atour du premier président, Robert Guise, et Richard Randall, 25 ans. Comme Tymshare, Comshare s'est à ses débuts concentré sur le projet de plate-forme de l'ordinateur SDS 940, dont le logiciel continuait d'être développé à l'Université de Californie à Berkeley.
Peu avant la création de Comshare, probablement fin 1965, Richard Randall a "été approché par un vendeur de Scientific Data Systems qui avait à l’époque fourni un ordinateur scientifique, le SDS 930, à l'Université de Californie à Berkeley", permettant aux informaticiens Mel Pirtle, Peter Deutsch et Butler Lampson, de "créer des logiciels de temps partagé et du matériel de pagination pour ce qui est devenu le SDS 940". Richard Randall est séduit par ce premier geste d'ajout d’une segmentation de la mémoire et de "pagination de la mémoire" inclus dans le SDS 930 et se rend donc à Berkeley, où il est entré en contact physiquement avec ce vendeur "pour la première fois", dans "une sorte de centre informatique".
Le SDS 940 devait être livré au second semestre de 1966 et pour rendre son coût plus accessible, tout en faisant connaître sa technologie, Thomas O'Rourke a proposé que d'autres sociétés que Tymshare, participent, moyennant un prix plus réduit. C'est ainsi que Shell Oil, le centre de recherches du Stanford Research Institute, Dial Data et Comshare répondent à l'appel.
À l'été 1966, Robert Guise a envoyé au Berkeley Timesharing System Rick Crandall et son épouse, les deux programmeurs de Comshare, afin de mieux connaitre le projet de SDS 940 et faire équipe avec les programmeurs de Tymshare, Ann Hardy et Verne Van Vlear, ce dernier étant un ancien analyste des systèmes de General Electric (GE), géant dont venaient aussi Thomas O'Rourke et David Schmidt, cofondateurs de Tymshare, qui avec le commercial Neil Sullivan et une secrétaire avaient dans un premier temps constitué toute l’équipe de Tymshare pendant des mois.
Comshare et Tymshare, les deux premiers acheteurs du SDS 940 avec le français EDF, intéressé par ce type de produit dès 1964, sont alors partenaires plus que rivaux, car le temps partagé est contesté et considéré comme possible seulement autour d'une métropole, en raison du prix très élevé des communications téléphoniques. Richard Randall, ramène un échantillon du SDS 940  dans le Michigan, où il revient. Deux autres développeurs de l'Université du Michigan viennent à leur tour prêter main-forte aux Californiens. Les programmeurs des deux sociétés deviennent amis et travaillent durs pendant des mois à affiner leur offre.

### Ouverture d'un centre informatique à Dartmouth en 1966
L'université ouvre rapidement un centre informatique, dirigé par Kurtz, où, dès 1966, les trois quarts des étudiants de l'université reçoivent une formation à la programmation. Dans la foulée, d'autres universités pourront y accéder via une liaison téléphonique.

### Entrée en Bourse de Comshare en 1968
Peu après sa création en 1967, Comshare parvient à lever à deux millions de dollars d'obligations convertibles, auprès de la famille Weyerhauser, grande fortune du secteur forestier, puis est entrée en Bourse de New-York en 1968,,, où le cours de ses actions double en deux semaines seulement, grimpant à 50 dollars par action, sur fond de bulle spéculative de 1968 dans l'informatique, qui est arrivée à son pic, car le nouveau service de données à large bande commutées d’usage courant, 25 fois plus rapide que la vitesse maximale actuelle offerte jusque-là, annoncé en avril 1968 par ATT est encore dans l'attente du feu vert de la Commission fédérale des communications (FCC) et sera finalement d'une dimension très réduite. L'action Comshare a très rapidement chuté, restant aux environs de 2 dollars, lors de "la récession" du tout début des années 1970, particulièrement sévère dans les industries technologiques, et en raison des pertes financière de Comshare.

### L'implication de Control Data avec Cybernet
Control Data décide en 1968 de relier ses centres de calcul par des lignes de télécom à grande vitesse, pour délester les plus chargés, via le réseau Cybernet, entré en service en février 1969 qui réplique le nom de la série de calculateurs superscalaires du même nom, tournaient sous le système d'exploitation NOS (Network Operating System). Les différentes gammes furent les Cyber 6600/7600, Cyber 170, Cyber 180 et une gamme orientée calcul vectoriel : les cyber 200

### Développement en France
En décembre 1969, le temps partagé représente au total 500 terminaux seulement, répartis entre Bull-General Electric et IBM. Il n'a vraiment démarré qu'à "partir de 1968" avec le RAX (Remote Access Computing System) d'IBM en réaction aux concurrents américains comme Control Data. Chez General Electric il a été peu développé et une équipe de GE a préféré fonder un constructeur spécialisé, la startup Tymshare.
En décembre 1969, la Cegos proposant d'en installer une centaine chez ses propres clients, via un partenariat avec Tymshare et le Crédit Lyonnais, pour profiter  des tarifs réduits de nuit des PTT, et de l'acquisition d'un ordinateur SDS 940 en janvier 1970, avec l'espoir d'un décuplement du marché en trois ans. Un an et demi après, le nombre de terminaux a seulement doublé, à un millier en France, le réseau de réservation d'Air France, en ayant à lui seul 700, mais "disposés aussi bien en Europe qu'en Amérique", et IBM 350, tandis que le centre de calcul de General Electric à Cleveland, aux États-Unis, n'est toujours pas relié à la France, et réunit 12 centres aux USA et 7 en Europe en 1971, où il est cependant freiné par des pourparlers avec les administrations chargées des télécoms.

### Création d'une association du temps partagé
Aux Etats-Unis, la création d'une association du temps partagé est décidée au cours d'une première réunion à Chicago, le 13 septembre 1968, fédérant une vingtaine de spécialistes, souvent des petites structures associatives avec des clubs d'utilisateurs. La deuxième réunion se tient six semaines plus tard, le 23 octobre 1968 au au Metro Airport Hotel de Détroit, et les arrivants sont accueillis par une bonne nouvelle: IBM place ses opérations de temps partagé sous l’égide d'une filiale distincte, le Service Bureau Corp. Les participants à la réunion sont ravis: ils estiment que la première réunion a joué un rôle dans la décision d'IBM.
La  vingtaine de spécialiste du temps partagé ainsi réunis décident de rester une structure indépendante plutôt que de devenir un sous-groupe de l'Information Technology Association of America (ADAPSO), en réunion à Detroit le même jour. Il est décidé de lancer une campagne contre "les subventions, directes et indirectes", accordées par les fabricants d’équipement informatique à certains utilisateurs, afin d'affaiblir la concurrence, car les spécialistes du temps partagé "se sentent particulièrement lésés par cette pratique".
Ils n'en envisagent pas moins de rejoindre l'ADAPSO lors de la prochaine réunion en décembre. Finalement, ce choix sera fait l'année suivante.

### Décision de la FCC américaine en 1976
En 1976, le premier des réseaux américains de temps partagé, Tymnet a été séparée de son propriétaire, la société Tymshare, pour devenir officiellement un « transporteur commun » de la FCC, qui a décidé la fixation des tarifs sous examen réglementaire, en vertu des lois antitrust.
Dans ce nouveau modèle, Tymnet ouvrait aux autres utilisateurs son propre réseau, Tymnet leur facturant cependant l'utilisation du réseau. Cette réforme faisait suite à la décision, négociée entre IBM et Control Data, permettant de solder leur conflit en justice, par laquelle le premier cédait au second son "Service Bureau", au rôle important dans le temps partagé.

### Nouvelle donne dans les années 1980
En 1980, les entreprises de ce secteur ont pris conscience que la baisse drastique des prix du matériel informatique et l’avènement des ordinateurs personnels abordables allaient rendre le temps partagé "obsolète", malgré son "succès relatif" jusque là. Plusieurs décident de se reconvertir.